# Šeguj kagan
Šeguj kagan (srednjekitajsko *ʑia-gwi, srednjeperzijsko Zyk, Žeg) je bil tretji kagan Zahodnega turškega kaganata, * ni znano, † 618.

## Ozadje
Zahodni turški kaganat (cesarstvo) na ozemlju sedanjega Turkestana je bil ustanovljen kot rezultat delitve Prvega turškega kaganata po Tardujevi smrti leta 603. Imenovali so ga tudi On ok (Deset puščic). Ime se je nanašalo na deset najmočnejših plemen v cesarstvu: pet plemen iz plemenske zveze Dulu na severovzhodu in pet plemen iz plemenske zveze Nušibi na jugozahodu. Zvezi sta izoblikovali dve rivalski frakciji, meja med njimi pa je bila reka Ili. 

## Stanje po delitvi
Šeguj je bil Tardujev vnuk in guverner Čača (Taškent). Po Tardujevi smrti je pričakoval, da bo on njegov naslednik, toda Duluji so namesto njega ustoličili Tamana, imenovanega tudi Hešana kagan, ki je bil za generacijo mlajši od Šeguja. Taman je bil zelo neizkušen vladar in marioneta kana Dulu. Klan Nušibi in trgovci na svilni cesti so trpeli zaradi naraščajoče anarhije in leta 611 podprli Šeguja v borbi za prestol. Ko so Tamanovi pristaši aretirali kitajskega veleposlanika, namenjenega k Šeguju, se je Šeguj uprl in Taman je moral pobegniti v cesarstvo Sui, kjer so ga ubili.
Šeguj je vzpostavil in vzdrževal red v svojem cesarstvu in zagotavljal varnost na  svilni cesti. Njegov mandat je pomenil začetek prevlade Nušibijev. Leta 618 ga je nasledil njegov brat Tong, med čigar vladavino je Zahodno turško cesarstvo doseglo vrhunec. 